# Georg Maercker
Georg Maercker, född 21 september 1865 i Baldenburg, Preussen, död 31 december 1924 i Dresden, var en tysk generalmajor och frikårsledare. 
Maerker blev officer vid infanteriet 1885, överste 1914, generalmajor 1919 och erhöll avsked 1920. Vid första världskrigets utbrott var Maercker kommendant i Borkum, blev 1916 brigadchef och 1917 chef för 214:e infanterifördelningen. I december 1918 bildade Maercker en frikår, som i november 1919 ombildades till 16:e riksvärnsbrigaden som fick till uppgift att skydda nationalförsamlingen i Weimar. Efter att ha lämnat frikåren blev Maercker aktiv inom Stalhelm, där han verkade för ökad antisemitism. 
Maercker utgav 1921 Vom Kaiserheer zur Reichswehr.